# Histagonia deserticola
Genre
Espèce
Histagonia deserticola, unique représentant du genre Histagonia, est une espèce d'araignées aranéomorphes de la famille des Theridiidae.

## Distribution
Cette espèce se rencontre en Afrique du Sud au Cap-du-Nord et au Botswana,.

## Description
Le mâle syntype mesure 2 mm et la femelle syntype 2 mm.

## Systématique et taxinomie
Cette espèce a été décrite par Simon en 1895.
Ce genre a été décrit par Simon en 1895 dans les Theridiidae.

## Étymologie
Son nom d'espèce lui a été donné en référence au lieu de sa découverte, un désert.

## Publication originale
- Simon, 1895 : « Études arachnologiques. 26e. XLI. Descriptions d'espèces et de genres nouveaux de l'ordre des Araneae. » Annales de la Société Entomologique de France, vol. 64, p. 131-160 (texte intégral).